# Driller
Driller (также известная как Space Station Oblivion в США) — компьютерная игра 1987 года. Создана британскими разработчиками Major Developments и изданная Incentive Software для ZX Spectrum, Commodore 64, Amstrad CPC, Commodore Amiga, Atari ST и IBM PC. Игра была примечательна тем, что использовала ранний 3D игровой движок — Freescape.

## Сюжет
В далеком будущем человеческая раса покинула Землю для исследования космического пространства, уходя с разрушенной планеты в неустанном поиске ресурсов и утопая в бесконечных конфликтах. В отчаянных поисках нового дома, они обнаружили Evath, планету, пригодную для жизни, с двумя лунами, Mitral и Tricuspid. Они послали корабль, названный «Исход», для того чтобы колонизировать эту новую планету; на борту корабля были исследователи, эмбрионы и припасы. Прошли поколения, и колония на Evath была сформирована. Без верховенства права, старейшие члены экипажа «Исхода», старейшины, были вынуждены взять власть под свой контроль, создать армию и законы для Evath.
Прошли поколения, и выживших с «Исхода» не стало, но они оставили новые поколения старейшин. С каждым новым поколением их власть ослабевала, так же как и закон. Колония оказалась снова в нестабильной и быстро меняющейся ситуации, и наконец старейшины, воспользовавшись остатками уважения к ним, формируют армию, чтобы прекратить это. Было объявлено военное положение, и все преступления были быстро пресечены с применением смертной казни.
Шло время, смертная казнь стала использоваться реже, и в качестве альтернативы стали использовать изгнание с планеты. Эти преступники получили прозвище «Кетары», ассоциировавшееся с жалостью, презрением, а позже с гневом. Кетары создали колонию на Mitral, одной из лун Evath. Эта колония была именно тем, чего можно ожидать от группировки убийц, воров и насильников — сначала там царили смерть и разрушение, но в итоге сформировалась иерархия под руководством наиболее сильных и хитрых. Инакомыслие и предательство наказывались быстро и жестко. Паранойя была обычным явлением, и по всей Mitral были установлены сложные устройства системы безопасности.
Во время колонизации Evath были обнаружены кристаллы «рубикона», которые в изобилии обеспечивали энергией. Позже учёные обнаружили, что эти кристаллы были образованы путём получения энергии от солнца Evath. Обладая этими знаниями, учёные были в состоянии производить эти кристаллы искусственно, и добыча «рубикона» прекратилась. У Кетаров было мало знаний о горном деле и науке, и они продолжали добывать руду на Mitral до изнеможения, пока в один прекрасный день по всей колонии не стали вспыхивать взрывы и пожары.
Газ накапливался под поверхностью Mitral. Кетары пытались освободить газ в контролируемом режиме, но недостаток знаний и опыта помешал им это сделать. В конце концов, они были вынуждены покинуть планету и переселиться на необитаемый континент на Evath, надеясь избежать обнаружения. Перед отъездом они установили все свои системы безопасности на атаку любого.
Тем не менее они были обнаружены, и проблемы стали известны разведке Evath.
Lesleigh Skerrit стремился работать бурильщиком Федерации. Его дед был членом федерации, но он был ложно обвинен в убийстве и сослан в качестве Кетара. Позже была доказана его невиновность, но закон не позволял изгнанникам Кетарам вернуться на Evath. Lesleigh не был злым и не жаждал возмездия. Он хотел изучать законы, чтобы не допустить в будущем ошибок, подобных тем, что совершил его дед.
Начальник Montigue Yarbro предлагает ему уникальную возможность — завершить своё обучение и получить продвижение в Элиту Бурильщиков Федерации одним махом. Его опыт, полученный на Mitral, был очень полезен, и теперь ему нужно отправиться на Mitral и попытаться предотвратить грядущую катастрофу. Mitral, будучи оставлена в неустойчивом состоянии Кетарами, должна была взорваться в течение четырех часов, и взрыв бы уничтожил Evath. Миссия Skerrit заключается в том, чтобы, используя буровой зонд «Последняя надежда», установить восемнадцать буровых установок вокруг Mitral, чтобы рассеять газ в космос и предотвратить эту катастрофу. Но это будет не так-то просто из-за активированных систем безопасности Кетаров.

## Геймплей

Развёрнутая карта игры

Игра требует от игрока маневрировать буровым зондом при виде от первого лица, пройти через восемнадцать регионов (в форме ромбододекаэдра) луны Mitral и установить буровые установки в каждом регионе, чтобы выпустить минимум 50 % газа. Расположение установок зависит от особенностей ландшафта, и игрок должен угадывать сам и действовать методом проб и ошибок. Системы безопасности будут атаковать Lesleigh, когда он будет в их поле зрения, и он должен отключать или избегать их любыми возможными способами. Лишь немногие из них могут быть уничтожены стрельбой, остальные должны быть отключены с помощью механических переключателей или аналогичными способами.
Фактически, восемнадцать регионов — это платформы, которые находятся выше настоящей поверхности Mitral; буровой зонд не может летать или парить (хотя он может немного подниматься и опускаться, используя гидравлику); выезжая за пределы платформы, игрок падает на поверхность, откуда уже не может выбраться. Тем не менее, в одной области игрок может найти гараж, содержащий парящий автомобиль, который может быть использован для исследования и атак на системы безопасности, хотя его нельзя использовать для размещения буровых установок.

## Упаковка
Driller был тщательно упакован по сравнению с другими играми, доступными на тот момент. Он поставлялся в большой коробке, где находились также инструкция по эксплуатации, повесть, подробно рассказывающая сюжет и передающая атмосферу игры, и картонная «карта» Mitral, содержащая восемнадцать платформ вокруг Луны, которая могла быть собрана в 3D-развертку, чтобы игрок мог отмечать успешные места бурения.

## Движок
Driller был первой игрой, использующей Freescape — игровой движок, позволявший создавать полное трехмерное окружение с помощью закрашенных полигонов. Тот же движок использовался в сиквелах 'Driller', Dark Side, а также в Total Eclipse, The Sphinx Jinx, Castle Master и Castle Master II: The Crypt. В 1991 г. Domark выпустила 3D Construction Kit, который позволял создавать игры на платформе Freescape без каких-либо специальных знаний и программирования. Затем последовал 3D Construction Kit II.

## Влияние
Игру можно считать предшественником современного шутера от первого лица. Хотя такие шутеры порой создавались с начала 1980-х, это была первая игра, созданная преимущественно для домашних компьютеров, которая позволяла свободно двигаться на 360 градусов в открытом пространстве с заполненными 3D-полигонами. Считалось, что это исключительное достижение, особенно для 8-битных ZX Spectrum, C64 и CPC, так как эти компьютеры были неспособны производить 3D-графику с подобной детализацией, хотя в 8-битных версиях частота кадров составляла около 1 — 2 кадр/с, что сегодня считается неприемлемым.

## Реакция критики
Игра получила похвалу от различных изданий. Журнал CRASH поставил игре 97 %, заявив: «Ошеломляющее использование 3D-графики, очень напряжённый геймплей и притягательность изучения FreeScape-мира. Driller — одна из лучших игр, которые видел CRASH»
. Читатели журнала выбрали Driller лучшей игрой 1987 года.
Your Sinclair поставил Driller 9/10, рецензор Phil South заявил: «игра потребовала целый год для разработки, и это видно по качеству исполнения и геймплею. Могу сказать, что люди будут посылать нам заметки об этом многие месяцы. Великолепно!».
Zzap!64, игровой журнал для Commodore 64, наградил игру 96 %.
Amstrad Action опубликовал рецензию на игру в январе 1988 г. и дал игре 96 %. Она получила третье место в рейтинге игр в соревновании Amstrad Action.
Орсон Скотт Кард писал в Compute!: «хромающая история в духе научной фантастики… это слабо завуалированное оправдание для того, что по сути является упражнением программистов в 3D-графике. Но если не ожидать осмысленного сюжета, это занятная игра, где исследуешь странный мир… увлекательный опыт».